# Fiat A.24
Il Fiat A.24 era un motore aeronautico 12 cilindri a V di 60° raffreddato ad acqua prodotto dall'azienda italiana Fiat Aviazione nel periodo che va dalla metà degli anni venti all'inizio degli anni trenta.

## Versioni
A.24

A.24T

A.24R
sviluppo del A.24 dotato di un riduttore di velocità interposto al mozzo dell'elica.

## Velivoli utilizzatori
Germania
- Dornier Do J

 Italia
- Caproni Ca.103
- CMASA MF.5
- Fiat B.R.G.
- Savoia-Marchetti S.55A
- Savoia-Marchetti S.66